# Souvenirs
Souvenirs to ósmy album studyjny holenderskiego zespołu The Gathering. Jest to pierwszy album zespołu wydany przez niezależną wytwórnię Psychonaut Records.

## Lista utworów
1. "These Good People"
2. "Even the Spirits Are Afraid"
3. "Broken Glass"
4. "You Learn About It"
5. "Souvenirs"
6. "We Just Stopped Breathing"
7. "Monsters"
8. "Golden Grounds"
9. "Jelena"
10. "A Life All Mine"

## Listy sprzedaży
| Lista   | Kraj     | Pozycja |
| ------- | -------- | ------- |
| Top 100 | Holandia | 47      |